# Swedenborgianismo

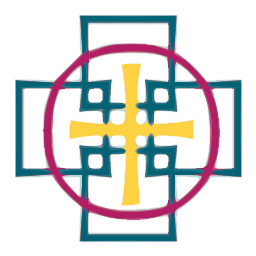
A Cruz da Igreja Swedenborgianista.

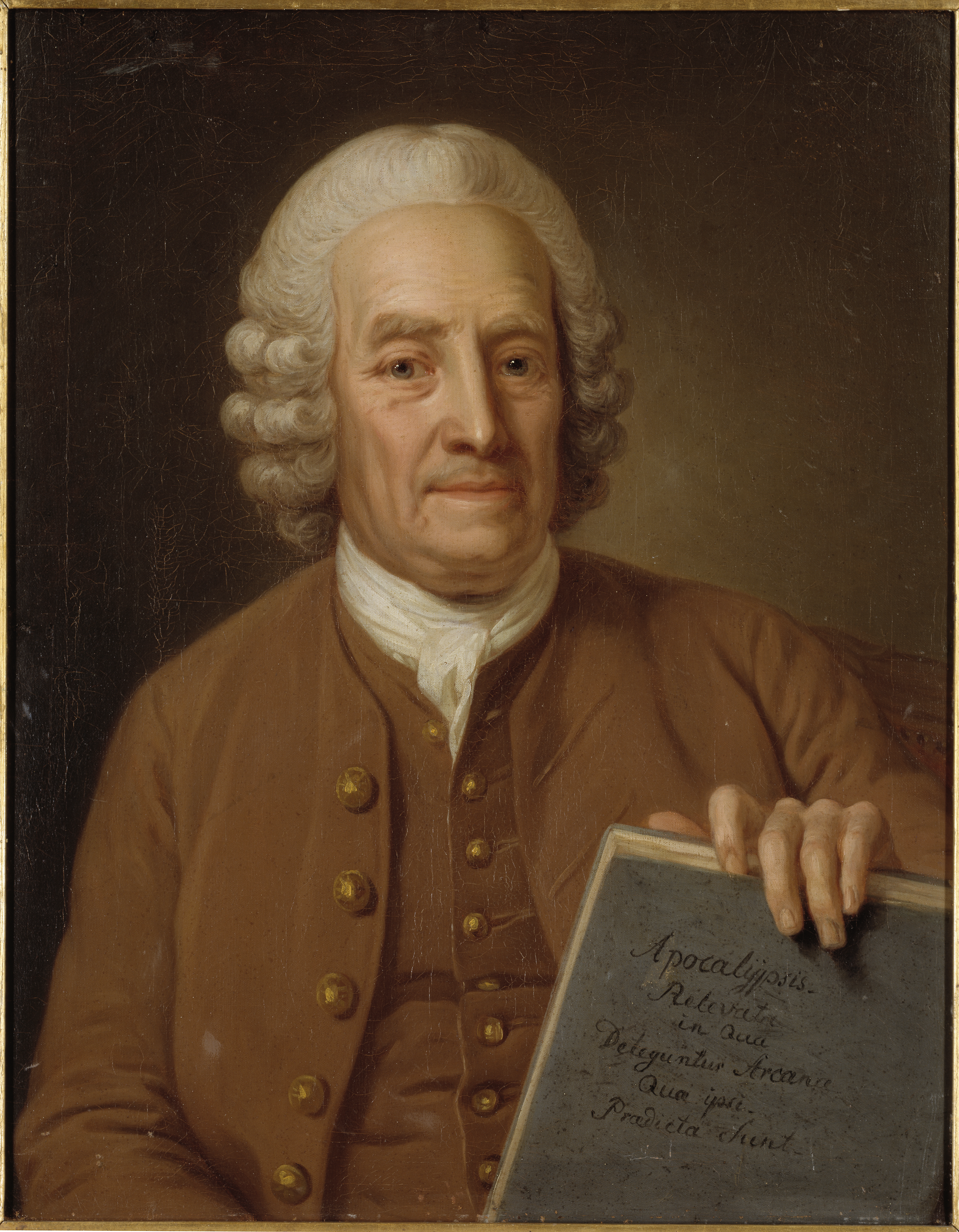
Emanuel Swedenborg.

O swedenborgianismo ou Nova Igreja  é o nome de várias denominações cristãs historicamente relacionadas que se desenvolveram como um novo grupo religioso do movimento cristão, no interior da fé protestante luterana, baseado nas ideias do cientista e teólogo sueco Emanuel Swedenborg (1688-1772), que tem como fundamento a crença na harmonia entre o mundo espiritual e o mundo físico, focando aspectos como o monoteísmo, os dez mandamentos e a responsabilidade social. Segundo Swedenborg, ele recebeu uma nova revelação de Cristo em visões que experimentou por um período de pelo menos vinte e cinco anos. Ele previu em seus escritos que Deus substituiria a igreja cristã tradicional, estabelecendo uma nova igreja que adoraria a Deus como Jesus Cristo. De acordo com a doutrina da Nova Igreja, cada pessoa deve cooperar no arrependimento, reforma e regeneração.
O movimento foi fundado na crença de que Deus explicou o significado espiritual da Bíblia a Swedenborg para revelar a verdade da Segunda Vinda de Jesus Cristo. Swedenborg citou a revelação divina para seus escritos, e seus seguidores acreditam que ele testemunhou o Último Julgamento no mundo espiritual com a inauguração da Nova Igreja.
A igreja é vista por seus membros como o que Jesus está estabelecendo com aqueles que acreditam que ele é o único Deus do céu e da Terra, com obediência aos mandamentos de Jesus necessária para a salvação. Pensa-se que qualquer cristão que mantém essas crenças faz parte da Nova Igreja. As organizações da Nova Igreja reconhecem o que elas acreditam ser a natureza universal da igreja de Jesus: todos os que fazem o bem de acordo com a verdade de sua religião serão aceitos por Jesus no céu (já que Deus é a própria bondade), e fazer o bem une a Deus. Os seguidores acreditam que a doutrina da Nova Igreja é derivada da Bíblia e fornece iluminação da verdade; isso leva a uma diminuição da dúvida, ao reconhecimento de falhas pessoais e a uma vida mais focada e feliz.
Swedenborg predizia ainda o cumprimento das igrejas cristãs na Nova Igreja, também designada por Nova Jerusalém. Os seus textos inspiraram escritores como Blake, Baudelaire, Dostoievski, Hellen Keller e Carl Jonas Almqvist.
Iniciada na cidade sueca de Gotemburgo e na cidade inglesa de Londres, esta religião conta atualmente com seguidores principalmente na Grã-Bretanha, nos Estados Unidos e na Suécia. Outros nomes para ela incluem Movimento Swedenborgiano, Novos Cristãos, Neocristãos, Igreja da Nova Jerusalém e Nova Igreja do Senhor. Embora aqueles que estão fora da igreja possam se referir ao movimento como swedenborgianismo, alguns adeptos se distanciam desse título (o qual implica seguir Swedenborg, e não Jesus). Swedenborg publicou algumas de suas obras teológicas anonimamente; seus escritos promoveram uma igreja baseada em amor e caridade, em vez de várias igrejas nomeadas em homenagem a seus fundadores e baseadas em crenças ou doutrinas.

## História
Embora Swedenborg tenha falado em seus trabalhos sobre uma "Nova Igreja" que seria baseada na teologia, ele nunca tentou estabelecer uma organização assim. Em 1768, um julgamento de heresia começou na Suécia contra os escritos de Swedenborg e dois homens que os promoveram; o julgamento questionou se os escritos teológicos de Swedenborg eram consistentes com a doutrina cristã. Uma ordenança real em 1770 declarou que seus escritos estavam "claramente equivocados" e não deveriam ser ensinados, mas sua teologia nunca foi examinada.
Os apoiadores clericais de Swedenborg receberam ordens de parar de usar seus ensinamentos, e os funcionários aduaneiros foram instruídos a apreender seus livros e interromper sua circulação em qualquer distrito, a menos que o consistório mais próximo desse permissão. Swedenborg implorou ao rei por graça e proteção em uma carta de Amsterdã; uma nova investigação dele parou e foi descartada em 1778.
No momento da morte de Swedenborg, poucos esforços foram feitos para estabelecer uma igreja organizada. Em 7 de maio de 1787, no entanto (15 anos após sua morte), o movimento da Nova Igreja foi fundado na Inglaterra - onde Swedenborg costumava visitar e onde ele morreu. Várias igrejas surgiram na Inglaterra em 1789 e, em abril daquele ano, a primeira Conferência Geral da Nova Igreja foi realizada em Great Eastcheap, Londres. As novas ideias da Igreja foram trazidas para os Estados Unidos pelos missionários, um dos quais era John Chapman (Johnny Appleseed).
Os primeiros missionários também viajaram para partes da África. Swedenborg acreditava que a "raça africana" estava "em maior iluminação do que outras pessoas nesta terra, uma vez que são tais que pensam mais 'interiormente' e, portanto, recebem verdades e as reconhecem." A iluminação africana era considerada um conceito liberal na época, e os swedenborgianos aceitaram convertidos africanos libertos em suas casas desde 1790. Vários swedenborgianos também eram abolicionistas.
O ocultismo tornou-se cada vez mais popular durante o século XIX (principalmente na França e na Inglaterra), e alguns seguidores misturaram os escritos de Swedenborg com teosofia, alquimia e adivinhação. O lado místico de Swedenborg os fascinava; eles se concentraram na obra O Céu e o Inferno, que descreve as visitas de Swedenborg ao Céu e ao Inferno para experimentar (e relatar) as condições neles. Na estrutura, estava relacionado à Divina Comédia de Dante.
A igreja dos EUA foi organizada em 1817 com a fundação da Convenção Geral da Nova Igreja (às vezes abreviada para a Convenção), agora também conhecida como Igreja Swedenborgiana da América do Norte. O movimento nos Estados Unidos se fortaleceu até o final do século XIX, e havia uma Escola de Teologia da Nova Igreja em Cambridge. Controvérsias sobre a doutrina e a autoridade dos escritos de Swedenborg fizeram uma facção se separar e formar a Academia da Nova Igreja. Mais tarde, ficou conhecida como Igreja Geral da Nova Jerusalém - às vezes chamada Igreja Geral - com sede em Bryn Athyn, Pensilvânia (um subúrbio da Filadélfia). Outras congregações sentiram-se doutrinariamente compelidas a ingressar na Igreja Geral desde o início. Duas congregações da Convenção no Canadá (uma em Toronto e outra em Kitchener) e duas congregações da Conferência Britânica - Michael Church em Londres e Colchester New Church - aderiram à Igreja Geral.

## Doutrinas principais
A Nova Igreja tem duas doutrinas essenciais. A primeira é que um Deus (como uma pessoa, Jesus) deve ser adorado, e o segundo é a obrigação de viver de acordo com seus mandamentos. "Existem dois elementos essenciais que constituem a igreja e, portanto, duas coisas principais da doutrina - uma: que o humano do Senhor é divino; a outra: que o amor ao Senhor e a caridade para com o próximo constituem a igreja, e não a fé separada do amor e caridade". Essas "duas coisas, o reconhecimento do Senhor e uma vida de acordo com os preceitos do decálogo ... são os dois elementos essenciais da Nova Igreja".
Os seguidores acreditam que essas duas doutrinas trazem salvação e união com Jesus. "Todas as coisas da doutrina da Nova Igreja se referem a essas duas, porque são seus universais, dos quais todos os particulares dependem, e são seus fundamentos, dos quais todas as formalidades procedem". Se uma pessoa não tem conhecimento das doutrinas, mas creram em um Deus e viveram uma vida boa, de acordo com Swedenborg, eles as aprenderão com os anjos após a morte.
Swedenborg acreditava que Deus é uma pessoa revelada em Jesus Cristo, o que mais tarde foi independentemente expresso pelo moderno pentecostalismo unicista. Ele escreveu que a doutrina de uma trindade de três pessoas se originou durante o quarto século com a adoção do Credo Niceno para combater o arianismo, mas era desconhecido para a Igreja Apostólica (indicada pelo Credo dos Apóstolos, que precedeu o Credo Niceno).

## Vida após a morte
Os adeptos da Nova Igreja acreditam que não havia espaço e tempo antes da criação do universo, e que o reino sem espaço e tempo é o mundo espiritual. O mundo espiritual, dividido entre o céu e o inferno, é onde a alma é realizada. "Todos os que morrem e se tornam anjos adiam essas duas coisas próprias da natureza, que ... são espaço e tempo; pois elas entram então na luz espiritual, na qual os objetos do pensamento são verdades, e os objetos da visão são semelhantes aos os objetos no mundo natural, mas correspondentes aos seus pensamentos." Os estados de ser substituem o tempo, e o amor substitui o espaço ou a distância.

### Origem da alma
Os adeptos da Nova Igreja acreditam que a alma é a destinatária da vida de Deus, e o corpo é sua roupa. O começo da vida (a alma) vem da semente do pai, e o corpo externo vem da mãe. Como a maioria dos cristãos acredita que Jesus nasceu de uma virgem pelo Espírito Santo, sua alma era o próprio Deus e ele sempre preexistia como Jeová. Como as almas se originam da semente do pai, os adeptos da Nova Igreja não acreditam em reencarnação.
Espíritos e anjos, pelos quais se aproxima do céu ou do inferno (dependendo das ações), são associados a uma pessoa durante sua vida. Embora a comunicação entre espíritos e humanos geralmente não ocorra, era mais difundida nos tempos antigos. Anjos e espíritos retêm suas memórias e, em um estado mental em que a comunicação é aberta, uma pessoa pode experimentar a memória de um espírito como se fosse a sua. Esse estado mental (que pode ser alcançado sob hipnose) se assemelharia à regressão de vidas passadas e foi assim que alguns antigos passaram a acreditar na preexistência de almas e reencarnação. No entanto, isso não é admitido pela maioria dos swedenborgianos; segundo esses, só se viveria uma vez, e como se vive essa vida determina o destino eterno. Na morte, a alma deixa o corpo físico e toma consciência da sociedade espiritual à qual a alma estava associada.

### Mundo espiritual
Os adeptos da Nova Igreja não acreditam no purgatório; o castigo ocorre apenas no inferno. Imediatamente após a morte, entra-se no Mundo dos Espíritos (um estado intermediário) e aguarda-se o julgamento sobre se entrará no céu ou no inferno. Como o mal tenta parecer bom e o bem retém idéias falsas, permanece-se nesse estado intermediário até que sejam examinadas. Aqueles que são bons e conhecem a verdade vão imediatamente para o céu, e aqueles que são maus vão para o inferno. Caso contrário, gradualmente se retirará das aparências e falácias exteriores para as intenções e afeições interiores no mundo espiritual.
Esse processo é completo quando se age em total liberdade, sem restrições exteriores, e o caráter de uma pessoa é aberto e manifesto: "Assim, as coisas ocultas são abertas e as coisas secretas são descobertas, de acordo com as palavras do Senhor: 'Não há nada coberto que não seja revelado e escondido que não seja conhecido: tudo o que disseres nas trevas será ouvido na luz, e o que dissestes aos ouvidos em armários, será pregado nos telhados' (Lucas xii. 2, 3). E em outro lugar: 'Digo-vos que toda palavra ociosa que os homens falarem, eles devem prestar contas no dia do julgamento '(Mt. xii. 36)."

### Inferno
Quando todas as restrições externas são removidas no mundo espiritual, nada resta para impedir os maus espíritos, exceto o castigo. Como os espíritos malignos agem de acordo com sua natureza, eles são atraídos para o inferno, sobre o que afirma Swedenborg: "Todo mal traz consigo castigo, os dois fazendo um; quem, portanto, está no mal, também está no castigo do mal. Mas ainda assim ninguém no outro mundo sofre castigo por causa dos males que ele havia feito neste mundo, mas por causa dos males que ele então faz, mas é o mesmo, e é a mesma coisa, se é dito que os homens sofrem punição por causa de seus males no mundo, ou que sofrem punição por causa da males que eles fazem na outra vida, na medida em que todos após a morte retornam à sua própria vida e, portanto, a males semelhantes, sua natureza permanecendo a mesma que havia sido na vida do corpo. Que eles são punidos, é porque o medo de punição é o único meio de subjugar males neste estado. A exortação não tem mais proveito, nem instrução, nem medo da lei e perda de reputação, já que todos agora agem de sua natureza, que não podem ser contida nem quebrada, exceto por punições." Os adeptos da Nova Igreja acreditam que Deus não envia ninguém para o céu ou para o inferno; uma vez que o inferno é o estado interno do mal e o céu, o estado interno do bem, cada pessoa entra em um estado que corresponde à sua natureza interna. Cada pessoa permanecerá eternamente de acordo com sua vontade ou amor.

### Céu
Os adeptos da Nova Igreja acreditam que o céu procede de Deus, que é visto pelos anjos como a luz do céu e ocasionalmente aparece em forma angelical. Jesus disse que ele era a luz do mundo, e os apóstolos uma vez viram seu rosto brilhando como um sol. Por esse motivo, foi considerado por Swedenborg que os antigos alinharam seus templos com o sol nascente. No céu, inúmeras sociedades cumprem um propósito específico, cada uma de acordo com seu amor.
Como anjos e demônios eram humanos, os anjos têm uma forma humana. Não há demônio individual (ou Satanás): "Em todo o céu não existe um anjo que foi criado desde o princípio, nem no inferno qualquer demônio que foi criado como anjo de luz e abatido; mas isso tudo, tanto em céu e inferno são da raça humana; no céu aqueles que viveram no mundo em amor e fé celestes, no inferno aqueles que viveram em amor e fé infernais; e esse inferno tomado como um todo é o que é chamado de diabo e Satanás."

## Livre arbítrio, moralidade e salvação
Os adeptos da Nova Igreja acreditam que o livre arbítrio para escolher entre o bem e o mal se origina do equilíbrio espiritual entre o céu e o inferno. O inferno influencia os humanos a fazer o mal, e o céu os influencia a fazer o bem. Esse equilíbrio espiritual libera os seres humanos para pensar racionalmente, o que pode levar a uma reforma espiritual, reconhecendo o mal em si mesmo, deixando de fazer o mal e evitando-o. Essa escolha é espiritual porque todo pensamento e ação influencia a alma e a mente.
Boas obras juntam uma pessoa a anjos, e o mal une-a a espíritos malignos. Reforma e salvação são possíveis com a verdade divina, que combate o mal e a falsidade. Quando a verdade é aceita e a pessoa tem um desejo maligno, a tentação (conflito) resulta. Embora se deva resistir à tentação, é considerado pelos swedenborgianos como realmente um combate entre Deus e o diabo (ou inferno). Assim, Swedenborg afirma "Quem pensa que luta por si mesmo contra o diabo está enormemente enganado".
A salvação (ou condenação) é resultado de escolhas morais, baseadas em intenções. O bem só é considerado bom quando o mal é removido e deve ser feito por amor a Deus (não por lucro ou honra). O bem vem somente de Deus, que pode vencer a tentação (um processo contínuo e ao longo da vida). Jesus veio para salvar a humanidade porque o equilíbrio espiritual entre o céu e o inferno havia se desequilibrado; mais pessoas começaram a escolher o mal, ameaçando toda a raça humana. Ao assumir a forma humana, Deus poderia lutar diretamente contra o inferno; Jesus experimentou a tentação.

A remissão de pecados é sua remoção após o arrependimento. A Nova Igreja difere das igrejas cristãs mais antigas neste ponto: "A crença de que a paixão da cruz era a própria redenção é um erro fundamental da igreja; e esse erro, juntamente com o erro referente a três pessoas divinas desde a eternidade, perverteu toda a igreja, de modo que nada espiritual é deixado nela." A crucificação teria sido a última tentação suportada por Jesus.